# 老城镇 (定南县)
老城镇，是中华人民共和国江西省赣州市定南县下辖的一个乡镇级行政单位。

## 行政区划
老城镇下辖以下地区：
边贸城社区、莲塘古城社区、老城村、中塅村、黄砂口村、丁坊村、下池村、里布村、坳头村、乐德村、河田村、上洲村和水西村。